# فيلي ويليام
فيلي ويليام (بالإنجليزية: Willie Hale)‏ هو موسيقي أمريكي، ولد في 15 أغسطس 1945 في فورست سيتي في الولايات المتحدة.

## وصلات خارجية
- فيلي ويليام على موقع ميوزك برينز (الإنجليزية)
- فيلي ويليام على موقع ميوزك برينز (الإنجليزية)
- فيلي ويليام على موقع ديسكوغز (الإنجليزية)
- فيلي ويليام على موقع ديسكوغز (الإنجليزية)